# Tierart (Wildtierstation)
Die Tierart-Wildtierstation (von „Tier- und Artenschutz“) ist ein Projekt der internationalen Tierschutzstiftung Vier Pfoten zum Schutz von Großkatzen und heimischen Wildtieren, die unter mangelhaften Bedingungen gehalten wurden.

## Geschichte
Die Schutzeinrichtung für Wildtiere wurde 1999 von der Unternehmerin Roswitha Bour als „Tierart e.V.“ gegründet. Anstoß gab die Rettung von vier Tigern aus dem Staatszirkus der DDR. Um zukünftig Großkatzen in Not Zuflucht bieten zu können, kaufte der Verein im Jahr 2000 das 14 Hektar große Militärgelände bei Maßweiler, das heutige Gelände der „Tierart Wildtierstation“.
Seit 2013 kooperiert die Wildtierstation mit der Tierschutzstiftung Vier Pfoten. Mitte 2016 wurde die „Tierart gGmbH (gemeinnützige GmbH)“ gegründet.

## Struktur
Die Tierart-Wildtierstation ist als gemeinnützige GmbH organisiert und finanziert sich durch Spenden von Mitgliedern und Fördergeldern. Die Station wird von einem erfahrenen Team von Tierpflegern und Biologen betreut, die sich um die Pflege, Rehabilitation und Auswilderung der Tiere kümmern.

## Aufgaben
Die Wildtierstation hat eine Vielzahl von Aufgaben, die unter anderem die Pflege, Rehabilitation und Freilassung von heimischen Wildtieren umfassen. Tiere, die nicht in der Natur ausgewildert werden können, finden ein dauerhaftes und artgemäßes Zuhause. Auch sogenannte Nutztiere aus ehemals schlechter Haltung finden eine Heimat. Darüber hinaus nimmt die Wildtierstation exotische Wildtiere auf und verfügt über artgemäße Gehege für Großkatzen sowie ein Gehege für junge Luchse.

## Anlage
Die Tierart-Wildtierstation befindet sich auf einem 14 Hektar großen ehemaligen Militärgelände bei Maßweiler in Rheinland-Pfalz im Südwesten Deutschlands. Mit der Übernahme im Jahr 2000 begann die Transformation des Geländes hin zu einem Refugium für gerettete Tiere. In einem Teil der unterirdischen Bunkeranlage befindet sich seit 2019 eine Dauerausstellung mit dem Titel „The Cave – Tiere im Krieg“. Auf dem Außengelände wurden im Jahr 2015 artgemäße Gehege für Großkatzen errichtet. Darüber hinaus wurden andere Gebäude der ehemaligen Militäranlage zu einer Schafshalle, einer Waschbärenstation, einer Jungtierpflegestation und einer Futterküche umfunktioniert.

## Tiere
In der Wildtierstation werden verwaiste oder verletzte heimische Wildtiere wie zum Beispiel Eichhörnchen, Marder und Füchse gepflegt und wieder in die freie Wildbahn entlassen. Neben Waschbären leben diverse weitere Wild- und sogenannte Nutztiere dauerhaft in der Auffangstation. Tiere, bei denen eine Auswilderung nicht möglich ist, verbleiben in der Wildtierstation. Waschbären wurden im Jahr 2016 in die EU-Liste invasiver Arten aufgenommen. Seither ist die Auswilderung dieser Tiere verboten. Seit 2010 wurden auf dem Gelände artgemäße Gehege für Waschbären gebaut und kontinuierlich erweitert. Neben heimischen Wildtieren und sogenannten Nutztieren wie Ziegen und Schafen beheimatet die Wildtierstation exotische Groß- und Kleinkatzen aus schlechter Haltung von Privatpersonen und auch Zirkussen.
Seit 2017 besteht ein Luchsgehege, das im Rahmen des EU Life Projektes die Wiederansiedlung von Luchsen in Rheinland-Pfalz und den Nordvogesen fördert und eine Kooperation mit dem Land Rheinland-Pfalz ist.
Darüber hinaus wurde 2021 eine neue Luchsstation eröffnet, die sich um die Aufzucht von Jungtieren und deren Vorbereitung auf die Auswilderung kümmert. Das neue Gehege für verletzte und verwaiste Nachkommen von Europas größter Kleinkatze ist ein Gemeinschaftsprojekt der internationalen Tierschutzstiftung Vier Pfoten, dem World Wide Fund For Nature (WWF), der „HIT Umwelt- und Naturschutz Stiftungs-GmbH“ sowie dem Ministerium für Klimaschutz, Umwelt, Energie und Mobilität Rheinland-Pfalz (MKUEM).

## Für Besucher
Da es sich bei der Tierart-Wildtierstation um keinen Zoo oder Tierpark handelt, kann die Auffangstation nur zu bestimmten Zeiten und im Rahmen einer Führung besichtigt werden. Neben Gruppenführungen (zum Beispiel für Schulklassen, Unternehmen, Kindergärten) werden Exponate, Ausstellungen und Workshops angeboten.